# Hassan Johnson
Hassan Iniko Johnson (* 19. November 1976 in Staten Island, New York) ist ein US-amerikanischer Schauspieler.
Johnson ist bekannt für seine Rolle als Roland „Wee-Bey“ Brice in der HBO-Serie The Wire sowie als Drew Hill in der Showtime-Serie Flatbush Misdemeanors. Die Rolle des Gangsters mit Humor Wee-Bey in The Wire führte dazu, dass Johnson zeitweise für ähnliche Charaktere, etwa in Staten Island Sommer (Staten Island Summer) gecastet wurde.

## Filmografie (Auswahl)
- 1995–1996: New York Undercover (Fernsehserie, Episode 1x24 und 2x17)
- 2001: New York Cops – NYPD Blue (Fernsehserie, Episode 8x2)
- 2001–2008: Law & Order: Special Victims Unit (Fernsehserie, Episode 3x2 und 9x15)
- 2002–2004: Law & Order (Fernsehserie, Episode 12x15 und 15x5)
- 2002–2008: The Wire (Fernsehserie, 19 Episoden)
- 2005–2007: Emergency Room – Die Notaufnahme (Fernsehserie, 7 Episoden)
- 2006: Entourage (Fernsehserie, Episode 3x10)
- 2007: Numbers – Die Logik des Verbrechens (Fernsehserie, Episode 3x15)
- 2009: Gesetz der Straße – Brooklyn’s Finest
- 2010: Cold Case – Kein Opfer ist je vergessen (Fernsehserie, Episode 7x22)
- 2013: Person of Interest (Fernsehserie, Episode 2x11)
- 2014: The Blacklist (Fernsehserie, Episode 1x16)
- 2016: Blue Bloods – Crime Scene New York (Fernsehserie, Episode 6x21)
- 2021–2022: Flatbush Misdemeanors (Fernsehserie, 20 Episoden)